# Рада Сарић
Рада Сарић (Панчево, 11. септембар 1989) српска је певачица.
Одраста у Владимировцу, селу поред Панчева. Има брата и сестру.Завршила је панчевачку гимназију и нижу музичку школу, смер соло певање. Потом је завршила Високу туристичку школу у Београду. Певала је у поп-рок бенду. Учествовала је у такмичењу Звезде Гранда 2012/2013. године, улази у финале.
Године 2024. објављује песму Светло, која убрзо постаје део младеначких плесова. У музичком споту се појављује Рада са супругом Миланом Чоловићем, који је музичар и син певача Томислава Чоловића. Кум им је Александар Софронијевић, који је радио аранжман за песму. Милан и Рада имају двоје деце, Василија и Даницу.
Живи у Краљеву са породицом.

## Дискографија

### Синглови
- Лепи ђаволе (2013)
- На невиђено (2013)
- Лажем све (2014)
- До задње чаше (2014)
- Сви моји ратови (2015)
- Адреналин (2016)
- Светло (2024)
- Јачи смо (2025)